# Bátor Opos

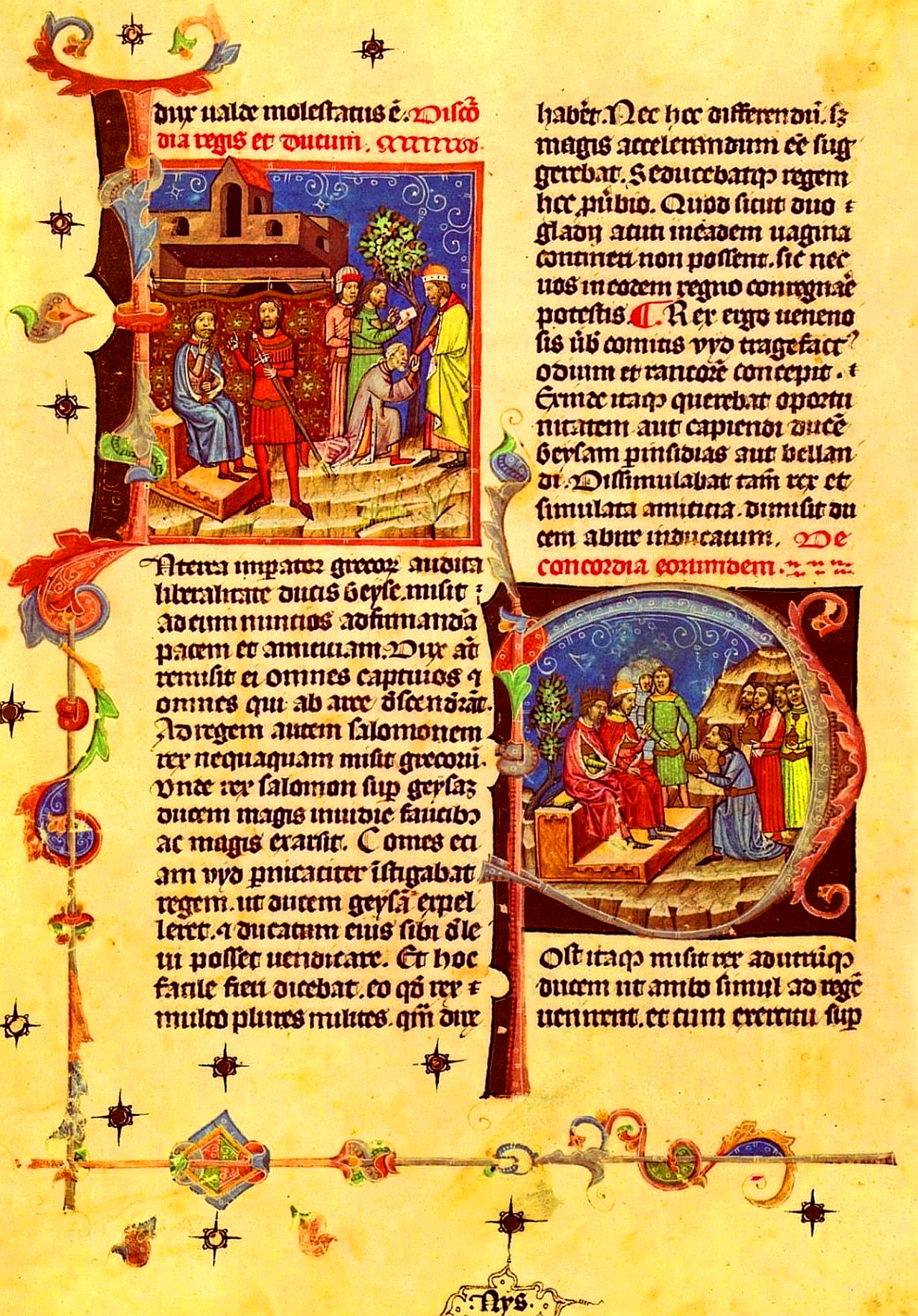
A Képes krónika egyik oldala, ami Salamon (1053 – 1087) királyról, I. Béla fiairól, Géza (1044 – 1077) és László (1046 – 1095) hercegekről szól. A felső képen a képen a trónviszály fő okait olvashatjuk ki. Látható, amint Vid éppen magyarázza Salamon királynak, hogy egy hüvelyben nem fér el két éles kard, vagyis ketten nem uralkodhatnak egy országban és meg kell támadnia Géza herceget. A képen jól látható a két kard markolata Vid kezében.

Bátor Opos vitéz, a bajor Vencellintől eredő Márton fia, a 11. század legnépszerűbb magyar hőseinek egyike, akiről egész mondakör keletkezett, többek között az is, hogy miként győzte le az Ecsedi-láp (Lacus Etsediensis) mélyén rejtőző sárkányt, melynek kitörte három fogát, amit azután a vele rokonságban egyáltalán nem lévő Báthoriak viseltek a címerükön. A sárkányt a mondabeli Gutkeled nembeli Vid győzte le - akinek a hősi tettét a hagyomány Szent István uralkodásának idejére tette. Opos, viszont már valóságosan létező személy volt, aki Salamon király vitézeként egy cseh lovag legyőzéséért kapta a Bátor nevet. A  Bátori-család krónikáiban a sárkányölő Vid és Opos vitéz alakja egybeforrt, és végül így került a nemzetség három ékkel díszített ősi címerébe az ékek helyére a három sárkányfog.

## Élete
1069-ben, amikor a csehek Trencsénbe törtek, párviadalban győzött le egy cseh óriást. 
Történt egyszer, hogy három bátor és vakmerő szaracén kirohant, és nyíllal, parittyával meg lándzsával nagy veszteséget okozott a magyaroknak. Amikor ezt Salamon, a király pattantyús vitéze meglátta, célba vette az egyik szaracént, és hajítógépének súlyos kövével agyonsújtotta. Mindjárt odarohantak a magyar vitézek, és el akarták ragadni a holttestet a szaracénoktól, de azok keményen ellenálltak. Salamon király és a hercegek látták ezt az ütközetet, és azt mondták a körülöttük álló katonáknak:

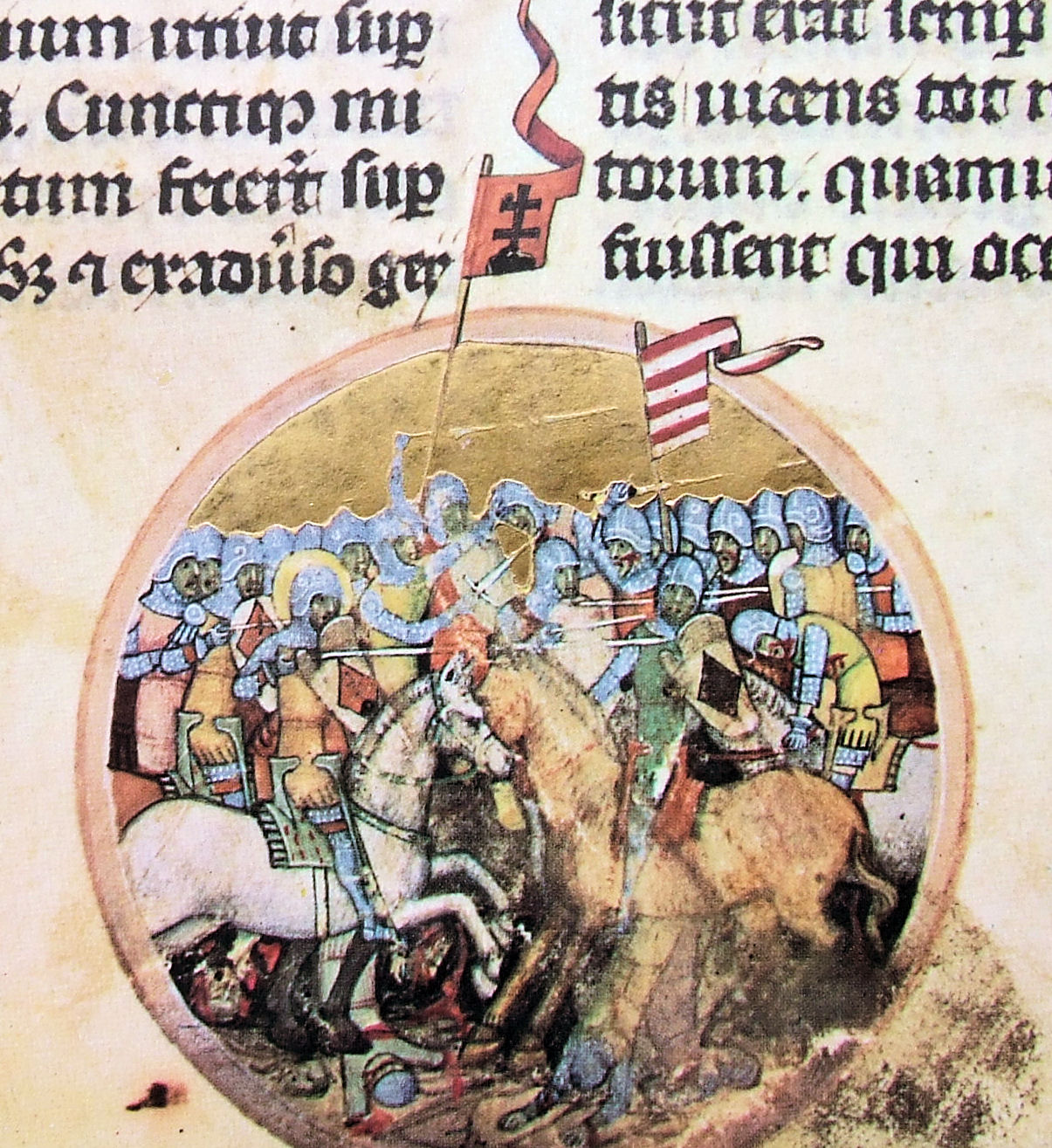
A mogyoródi csata ábrázolása a Képes krónikában

– Bár elragadnák a magyar vitézek azt a testet az ellenségtől!
Amikor ezt Opos, György és Bors vitézek meghallották, villámgyorsan rárohantak a szaracénokra. Opos volt a legbátrabb: vakmerően üldözőbe vette és a város kapujáig űzte a szaracénokat.A város védői követ és nyilat szórtak rá a bástyákról, de Opos sértetlenül visszatért az övéihez.
1072-ben két társával ő kergette el azt a két óriási szerecsent, akik megölt harmadik társuk holttestét őrizték. 1074-ben, amikor Salamon király és a Béla-fiak közötti belháború döntő ütközetére került sor, melyet március 14-én vívtak a Pesttől keletre, a mogyoródi csatából csak Opos hősiességének segítségével menekülhetett meg Salamon. Amikor IV. Henrik német-római császár segítségével visszatért, Sempte vára (castrum de Scemte) alatt Opos olyan hősiesen harcolt, hogy a császár látni akarta őt. Salamon dicsekedve említette, hogy Oposnál még nagyobb hősök is vannak az ellentáborban. "Akkor nem is foglalod te vissza az országodat!" szólt a király és visszafordult a német sereggel.